# Raffaele De Rosa

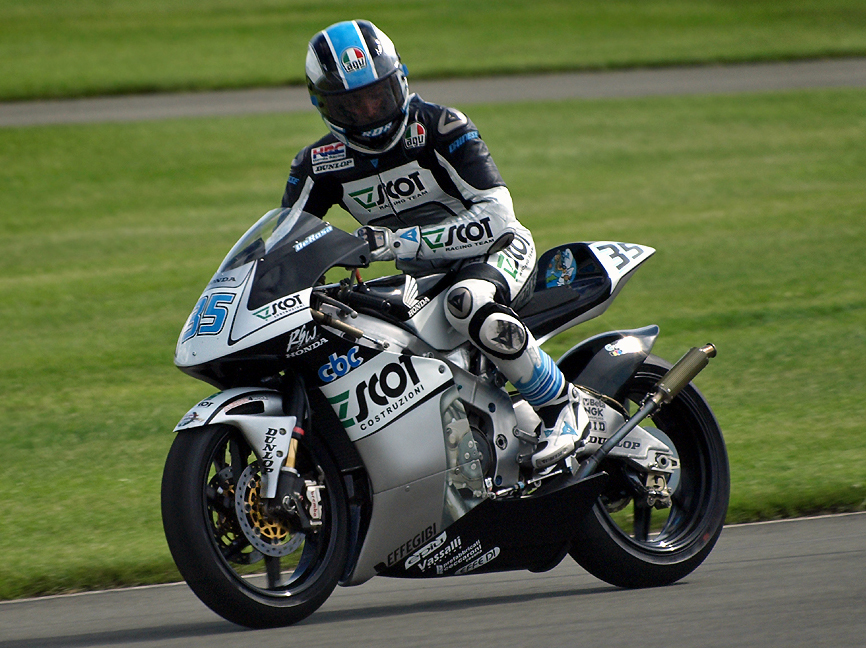
Raffaele De Rosa op Donington Park in 2009.

Raffaele De Rosa (Napels, 25 maart 1987) is een Italiaans motorcoureur. In 2016 werd hij kampioen in de FIM Superstock 1000 Cup.

## Carrière
De Rosa debuteerde in 2002 in de 125 cc-klasse van het Italiaans kampioenschap wegrace, waarin hij geen punten wist te scoren. In 2003 reed hij het volledige seizoen in deze klasse. Hij scoorde 2 punten, waardoor hij op plaats 29 in het klassement eindigde. In 2004 scoorde hij 16 punten en werd zo vijftiende in de eindstand. Dat jaar maakte hij ook zijn debuut in de 125 cc-klasse van het wereldkampioenschap wegrace op een Honda in de Grand Prix van Groot-Brittannië als eenmalige vervanger van Markéta Janáková. Hij eindigde deze race op plaats 24.
In 2005 reed De Rosa zijn eerste volledige seizoen in het WK 125 cc op een Aprilia. Dat jaar was een elfde plaats in Australië zijn beste resultaat. Met 13 punten eindigde hij op plaats 23 in het kampioenschap. In 2006 behaalde hij zijn beste klassering met een zesde plaats in Frankrijk, waardoor hij met 37 punten zestiende werd in de eindstand. In 2007 waren twee vierde plaatsen in de eerste drie races in Qatar en Turkije zijn beste resultaten. Met 56 punten werd hij dat jaar wederom zestiende in de eindstand. In 2008 stapte hij over naar een KTM, voor wie hij in Italië zijn eerste pole position behaalde. Zijn beste race-uitslagen waren dat jaar twee negende plaatsen in China en Frankrijk. Met 37 punten werd hij achttiende in de rangschikking.
In 2009 stapte De Rosa binnen het WK wegrace over naar de 250 cc-klasse, waarin hij op een Honda reed. Hij kende een sterk seizoen waarin hij in elke race die hij finishte punten behaalde. Aan het eind van het seizoen behaalde hij twee podiumplaatsen in Australië en Valencia. Met 122 punten werd hij zesde in het kampioenschap. In 2010 werd de klasse vervangen door de nieuwe Moto2, waarin De Rosa op een Tech 3 reed. Hij kende een lastig seizoen, waarin een zesde plaats in Portugal zijn beste resultaat was. Met 15 punten eindigde hij op plaats 27 in het klassement. In 2011 stapte hij over naar een Moriwaki, maar werd hier na vier races al vervangen door Carmelo Morales. Vervolgens diende hij in Groot-Brittannië als vervanger van Santiago Hernández op een FTR, in Italië op een Suter als vervanger van Julián Simón en in de laatste zeven races van het seizoen op een Suter als vervanger van Alex Baldolini. Gedurende het seizoen scoorde hij echter geen punten en een zestiende plaats in Portugal was zijn beste resultaat.
In 2012 maakte De Rosa de overstap naar het wereldkampioenschap superbike, waarin hij op een Honda reed. Al na het eerste weekend op Phillip Island, waarin hij geen punten scoorde, werd hij bij zijn team vervangen door Lorenzo Alfonsi. Dat jaar debuteerde hij tevens in het wereldkampioenschap Supersport op een Honda, waarin hij zes races reed, eerst als wildcardcoureur en daarna als vervanger van Andrea Antonelli. Een tiende plaats bij zijn debuut op Monza was zijn beste klassering en hij eindigde met 15 punten op plaats 24 in het kampioenschap. Verder reed hij drie races in het Italiaans kampioenschap Supersport, waarin hij 21 punten scoorde en zo zeventiende werd in de eindstand.
In 2013 reed De Rosa zijn eerste volledige seizoen in het WK Supersport op een Honda. Een negende plaats in Portimão was zijn beste resultaat en hij werd met 25 punten negentiende in de rangschikking. In 2014 opende hij het seizoen met zijn eerste podiumplaats op Phillip Island, wat zijn enige top 3-finish van het seizoen bleek te zijn. Met 70 punten werd hij tiende in het eindklassement. In 2015 stapte hij over naar de FIM Superstock 1000 Cup, waarin hij op een Ducati reed. Hij behaalde zes podiumplaatsen in acht races en werd met 121 punten derde achter Lorenzo Savadori en Roberto Tamburini.
In 2016 bleef De Rosa actief in de FIM Superstock 1000 Cup, waarin hij ditmaal op een BMW reed. Hij won twee races op het TT-Circuit Assen en Donington Park en stond daarnaast op het Motorland Aragón, het Autodromo Enzo e Dino Ferrari en het Circuit Magny-Cours ook op het podium. Met 115 punten werd hij na afloop van de laatste race op het Circuito Permanente de Jerez gekroond tot kampioen in de klasse; hij eindigde als vijfde, maar zijn concurrent Leandro Mercado, die voor hem stond in de tussenstand, haalde de finish niet. Dat jaar keerde hij ook terug in het WK superbike, waarin hij in de ronde op Laguna Seca optrad als eenmalige vervanger van Markus Reiterberger op een BMW. Tevens reed hij in de seizoensfinale op Losail als wildcardcoureur en behaalde daarin zijn beste resultaat in de klasse met een negende plaats. Verder reed hij in een race van het Italiaans kampioenschap superbike op het Autodromo Vallelunga, waarin hij de pole position en een podiumplaats behaalde.
In 2017 kwam De Rosa uit in het WK superbike op een BMW als ontwikkelingscoureur van het team Althea Racing. Het was de bedoeling dat hij dat jaar als reservecoureur enkele races zou rijden, maar vanaf het vierde weekend op Assen werd hij opgeroepen als permanente vervanger van Reiterberger. Dat jaar was een zevende plaats op Misano zijn beste resultaat. Met 53 punten sloot hij het seizoen af op de vijftiende plaats in de eindstand.
In 2018 keerde De Rosa terug naar het WK Supersport, waarin hij ditmaal bij het fabrieksteam van MV Agusta reed. Halverwege het seizoen scoorde hij een reeks van vijf podiumplaatsen op Assen, Imola, Donington, Brno en Misano. Met 133 punten werd hij zesde in de eindstand als de beste coureur die niet op een Yamaha reed. In 2019 stond hij twee keer op het podium op Aragón en Imola. Met 101 punten werd hij wederom zesde in de eindstand. In 2020 behaalde hij twee podiumplaatsen op Aragón, zowel in het evenement in augustus als in september, en een op zowel Portimão en Estoril. Met 135 punten werd hij voor het derde achtereenvolgende seizoen zesde in de eindstand.
In 2021 stapte De Rosa binnen het WK Supersport over naar een Kawasaki. Hij behaalde een podiumplaats op Aragón en twee in Barcelona, voordat hij tijdens de seizoensfinale op Mandalika zijn eerste race in het kampioenschap wist te winnen. Met 173 punten werd hij zevende in het kampioenschap. In 2022 stapte hij over naar een Ducati.